# Marș triumfal și primirea steagului și a Măriei Sale Prințul Domnitor
Marș triumfal și primirea steagului și a Măriei Sale Prințul Domnitor a fost imnul Principatelor Române între anii 1862 și 1884.

## Geneza piesei muzicale
În 1862, compozitorul Eduard Hübsch a câștigat concursul instituit pentru a desemna imnul Principatelor Unite Române, numit „Marș triumfal și primirea steagului și a Măriei Sale Prințul Domnitor”, des confundat în ultima vreme cu mai cunoscutul ”Marș de întâmpinare” (rămas în repertoriul fanfarelor și astăzi).
În 1884, Vasile Alecsandri scrie versurile pentru noul imn compus de același Eduard Hubsch (ajuns Inspector al Muzicilor Militare), Trăiască Regele, devenit Imnul Regal Român.